# Takeyuki Nakayama
Takeyuki Nakayama (jap. 中山 竹通, Nakayama Takeyuki; * 20. Dezember 1959 in Ikeda) ist ein ehemaliger japanischer Marathonläufer.
Seinen ersten bedeutenden Erfolg erzielte Nakayama 1984 mit seinem Sieg beim Fukuoka-Marathon. Im folgenden Jahr belegte er beim ersten IAAF-Weltcup-Marathon in Hiroshima den zweiten Platz hinter Ahmed Salah und gewann das Einladungsrennen beim Seoul International Marathon. 1986 siegte er in Seoul beim Marathon der Asienspiele.
1987 gewann Nakayama erneut den Fukuoka-Marathon, bei dem dieses Mal gleichzeitig die japanische Meisterschaft im Marathonlauf ausgetragen wurde. Mit seiner Siegerzeit von 2:08:18 h erzielte er eine Weltjahresbestleistung. Bei den Olympischen Spielen 1988 in Seoul ging Nakayama als Mitfavorit an den Start. Am Ende belegte er in 2:11:05 h den vierten Rang. Auf den drittplatzierten Ahmed Salah hatte er lediglich sechs Sekunden Rückstand.
1990 gewann Nakayama den Tokyo International Men’s Marathon. Das Marathonrennen bei den Leichtathletik-Weltmeisterschaften 1991 musste er vorzeitig aufgeben. Bei den Olympischen Spielen 1992 in Barcelona verpasste er erneut knapp eine Medaille. Kurz vor dem Ziel überholte er den Deutschen Stephan Freigang. Dieser konnte jedoch noch einmal kontern und verwies Nakayama mit nur zwei Sekunden Vorsprung auf den vierten Rang.
Takeyuki Nakayama ist 1,80 m groß und hatte ein Wettkampfgewicht von 57 kg. Er war stets ein Kritiker des japanischen Leichtathletikverbands Nihon Rikuren und der Strukturen des Universitäts- und Profilaufsports in Japan. Außerdem pflegte er zeit seiner Karriere eine intensive Rivalität mit Toshihiko Seko, dem Aushängeschild des Nihon Rikuren. Es entbehrt deshalb nicht einer gewissen Ironie, dass Nakayamas Sohn Takuya 2008 von der Waseda-Universität rekrutiert wurde, für die einst auch Seko startete.